# Looptijdrente
Looptijdrente is de term voor de gemiddelde rente die wordt betaald over de gehele looptijd van een hypothecaire lening, waarbij rekening wordt gehouden met de manier waarop de geldverstrekker zijn risico-opslag aanpast in relatie tot het aflossen op de hypotheekschuld. Bij het vergelijken van hypotheekproducten krijgt de consument via de looptijdrente een zuiverder beeld van de totale rentelasten op de lange termijn.
Het concept en de methodiek voor de berekening van de looptijdrente zijn afkomstig van de Nationale Hypotheekbond. Zij lanceerde begin 2017 een vergelijkingswebsite.
Aanleiding voor de introductie van het begrip looptijdrente was dat er grote verschillen bestaan in de wijze waarop geldverstrekkers hun financieringsrisico aan de consument doorberekenen. Bij een vergelijkbare aanvangsrente kunnen de totaal te verwachten rentekosten over de looptijd daardoor duizenden euro's uiteen lopen. Bij het berekenen van de looptijdrente wordt hiermee rekening gehouden. Daarmee biedt dit percentage de consument een zuiverder vergelijk van het hypotheekaanbod en een beter zicht op de totale te verwachten rentelasten.
Vanwege deze transparantie heeft meer dan de helft van de geldverstrekkers achtereenvolgens hun voorwaarden aangepast. Anno 2020 verlagen deze partijen voor nieuwe hypotheken automatisch de rente, zodra deze lening in een lagere risicoklasse valt.

## Achtergrond
Bij het verstrekken van een lening lopen banken het risico dat de consument deze op enig moment niet terug kan betalen. Bij een hypotheek geldt: hoe hoger de lening ten opzichte van de waarde van de woning (onderpand), des te groter het risico. Als dekking voor dit risico van niet-terugbetalen, brengt de geldverstrekker een risico-opslag in rekening: de consument betaalt dan in de aanvangsrente een percentage bovenop de zogenaamde basisrente die geldt voor het hypotheekproduct.
De risico-opslag en het aantal risicoklassen verschillen per geldverstrekker. De risicoklassen zijn gekoppeld aan de zogenaamde ‘loan-to-value’ (LTV), ofwel de verhouding van de (resterende) hypotheeklening versus de woningwaarde, uitgedrukt in een percentage. Sinds 2018 geldt voor hypotheekleningen in beginsel een maximum van 100% van de woningwaarde (daarvoor was een topfinanciering boven 100% LTV mogelijk). Wie over eigen middelen beschikt kan een hypotheeklening aangaan voor minder dan 100%. Daarvoor geldt dan een lagere aanvangsrente.
Door het aflossen op de hypotheek daalt de schuld en gelden voor de lening steeds lagere risicoklassen. Toch hangt het van de voorwaarden van de geldverstrekker af of deze de daarbij behorende rentedaling doorvoert. In 2017 was de praktijk dat daarmee werd gewacht tot het einde van de rentevaste periode. Inmiddels passen vrijwel alle geldverstrekkers automatische rentedaling toe, zodra een volgende risicoklasse wordt bereikt. Toch blijven er verschillen in kosten. In diverse hypotheekrenteoverzichten van de Nationale Hypotheekbond geeft een looptijdrente-logo aan of de betreffende geldverstrekker automatisch rentedalingen doorvoert. Diverse geldverstrekkers vermelden de looptijdrente ook in hun eigen productcommunicatie.

## Uitgangspunten voor de berekening

### Rentelasten en maandlasten
In de (voorbeeld)berekeningen en vergelijkingen op een vergelijkingswebsite komt het verschil in bruto rentelasten tot uitdrukking. De kosten voor aflossen en een eventuele overlijdensrisicopremie blijven daarbij buiten beschouwing. In het overzicht van de ontwikkeling van de maandlasten wordt de aflossingscomponent wel meegenomen. Er is sprake van bruto bedragen, die geen rekening houden met eventuele fiscale voordelen (hypotheekrenteaftrek).

### Hypotheekrente en rentevaste periode
De berekening gaat over de gehele looptijd uit van de hypotheekrente en rentestappen die gelden op het moment van de vergelijking en die horen bij de gekozen LTV en de (eerste) rentevaste periode. De werkelijke rente aan het einde van deze periode kan hiervan afwijken en daarmee ook de werkelijke rentelasten.

### Aanbieders zonder automatische risico-afslag
Van aanbieders die geen automatische rentedaling doorvoeren wordt aangenomen dat de rente gelijk blijft gedurende de gekozen rentevaste periode en aan het einde hiervan wordt verlaagd naar de dan geldende risicoklasse op basis van de LTV. Verder gaat de berekening er vanuit dat de volgende rentevaste periodes in duur gelijk zijn aan de eerste. Bijvoorbeeld: bij een hypotheek met een looptijd van 30 jaar en een eerste rentevaste periode van 5 jaar, past het model steeds na 5 jaar (dus 5 maal) de rente aan naar de dan geldende risicoklasse.

### Hypotheken met Nationale Hypotheekgarantie
Omdat het waarborgfonds achter de Nationale Hypotheek Garantie een groot deel van het risico wegneemt, wijzigt de rente gedurende de looptijd veelal niet ten opzichte van de aanvangsrente. Het model houdt rekening met de enkele geldverstrekkers die ook risicoklassen hanteren bij hypotheken met NHG.

### Aflossingsvrije hypotheekdelen
Kent een hypotheek een aflossingsvrij deel dan gaat de berekening ervan uit dat dit aan het einde van de looptijd in zijn geheel wordt afgelost (ook als dit deel op een later moment mag worden afgelost).

### Aflossen versus de woningwaarde
De verhouding LTV bestaat uit twee componenten: de restschuld op de lening en de waarde van de woning. Bij de berekening van de looptijdrente gaat het model uit van het gelijkmatig aflossen volgens een annuïtair of lineair patroon. Als woningwaarde wordt de taxatie- of marktwaarde van de woning bij de start van de hypotheek(vergelijking) genomen. Door extra aflossen kan sneller een lagere risicoklasse worden bereikt. Evenzo kan dat door het stijgen van de woningwaarde.

## Ten slotte
Hoewel de berekende looptijdrente hiermee geen rekening houdt, kan het voor consumenten gunstig zijn door een extra aflossing versneld in aanmerking te komen voor een lagere risicoklasse en rente, dan wel de geldverstrekker er over te informeren dat hun woning in waarde is gestegen, waardoor er ook eerder een volgende (lagere) risicoklasse wordt bereikt.